# Silvano Barba González
Silvano Barba González (Valle de Guadalupe, 19 november 1895 - Mexico-Stad, 14 december 1967) was een Mexicaans politicus.
Barba studeerde recht aan de Universiteit van Guadalajara en was een van de oprichters van de Jaliscaanse Liberale Partij (PLJ). Hij vervulde verschillende posten onder gouverneur José Guadalupe Zuno en was van 1926 tot 1927 interim-gouverneur van de staat, de periode waarin hij de Wet-Calles moest doorvoeren waardoor het conflict met de Cristero's losbarstte. In 1928 werd hij rector van de Universiteit van Guadalajara en zes jaar later de persoonlijke assistent van president Lázaro Cárdenas. Hij was minister van binnenlandse zaken van 1936 tot 1937 en werd vervolgens voorzitter van de Nationaal Revolutionaire Partij (PNR), de regerende eenheidspartij. Nadat deze partij werd opgeheven en vervangen door de Partij van de Mexicaanse Revolutie (PRM) werd hij opnieuw gouverneur van Jalisco. Hij vervulde later nog een aantal politieke functies waaronder die van senator en overleed in 1967.
- International Standard Name Identifier: 0000 0000 3100 8946
- Library of Congress Control Number: n94098106
- Nationale Bibliotheek van Israël: 987007439064805171
- Système universitaire de documentation: 081394071
- Virtual International Authority File: 36151140
- WorldCat: E39PBJycTxpc7pf4Xt3hGwXTpP